# ريتشارد كومبتون
ريتشارد كومبتون (بالإنجليزية: Richard Compton)‏ هو مخرج أمريكي، ولد في 2 مارس 1938 في فيلادلفيا في الولايات المتحدة، وتوفي في 11 أغسطس 2007.

## وصلات خارجية
- ريتشارد كومبتون على موقع IMDb (الإنجليزية)
- ريتشارد كومبتون على موقع قاعدة بيانات الفيلم (الإنجليزية)